# Lucas Braathen
Lucas Pinheiro Braathen (ur. 19 kwietnia 2000 w Oslo) – norweski narciarz alpejski reprezentujący także Brazylię, dwukrotny medalista mistrzostw świata juniorów.

## Kariera
Po raz pierwszy na arenie międzynarodowej pojawił się 1 grudnia 2016 roku, kiedy podczas zawodów w Geilo w gigancie zajął 28. pozycję na 130 sklasyfikowanych zawodników. W 2018 roku wystartował na mistrzostwach świata juniorów w Davos zajął między innymi 6. miejsce w slalomie i jedenaste w gigancie. Rok później, na mistrzostwach świata juniorów w Val di Fassa zdobył srebrny medal w supergigancie oraz brąz w superkombinacji.
Debiut i zarazem pierwsze punkty w zawodach Pucharu Świata zanotował 8 grudnia 2018 roku w Val d’Isère, kiedy to w gigancie zajął 26. pozycję. Na podium zawodów tego cyklu pierwszy raz stanął 18 października 2020 roku w Sölden, wygrywając rywalizację w tej samej konkurencji. W zawodach tych wyprzedził dwóch Szwajcarów: Marco Odermatta i Gino Caviezela. W sezonie 2022/2023 zwyciężył w klasyfikacji slalomu, a w klasyfikacji generalnej zajął czwarte miejsce.
Podczas igrzysk olimpijskich w Pekinie w 2022 roku wystartował slalomie i gigancie, jednak obu konkurencji nie ukończył. Zajął siódme miejsce w slalomie na mistrzostwach świata w Courchevel/Méribel w 2023 roku.
27 października 2023 roku ogłosił zakończenie kariery sportowej.
Braaten wrócił do sportu w sezonie 2024/2025, jednak w barwach Brazylii, kraju urodzenia swojej matki.

## Osiągnięcia

### Igrzyska olimpijskie
| Miejsce | Dzień     | Rok  | Miejscowość | Konkurencja | Czas biegu | Strata | Zwycięzca      |
| ------- | --------- | ---- | ----------- | ----------- | ---------- | ------ | -------------- |
| DNF2    | 13 lutego | 2022 | Pekin       | Gigant      | 2:09,35    | -      | Marco Odermatt |
| DNF1    | 16 lutego | 2022 | Pekin       | Slalom      | 1:44,09    | -      | Clément Noël   |

### Mistrzostwa świata
| Miejsce | Dzień     | Rok  | Miejscowość        | Konkurencja | Czas biegu | Strata | Zwycięzca            |
| ------- | --------- | ---- | ------------------ | ----------- | ---------- | ------ | -------------------- |
| 7.      | 19 lutego | 2023 | Courchevel/Méribel | Slalom      | 1:39,50    | +0,67  | Henrik Kristoffersen |
| 14.     | 14 lutego | 2025 | Saalbach           | Gigant      | 2:39,71    | +1,44  | Raphael Haaser       |
| 13.     | 16 lutego | 2025 | Saalbach           | Slalom      | 1:54,02    | +2,08  | Loïc Meillard        |

### Mistrzostwa świata juniorów
| Miejsce | Dzień     | Rok  | Miejscowość  | Konkurencja     | Czas biegu | Strata | Zwycięzca       |
| ------- | --------- | ---- | ------------ | --------------- | ---------- | ------ | --------------- |
| DNF1    | 2 lutego  | 2018 | Davos        | Supergigant     | 1:07,59    | –      | Marco Odermatt  |
| DNF1    | 4 lutego  | 2018 | Davos        | Superkombinacja | 2:01,77    | –      | Marco Odermatt  |
| 11.     | 6 lutego  | 2018 | Davos        | Gigant          | 1:39,47    | +3,01  | Marco Odermatt  |
| 6.      | 7 lutego  | 2018 | Davos        | Slalom          | 1:45,31    | +4,12  | Clément Noël    |
| 2.      | 21 lutego | 2019 | Val di Fassa | Supergigant     | 1:09,29    | +0,34  | River Radamus   |
| 3.      | 23 lutego | 2019 | Val di Fassa | Superkombinacja | 2:04,03    | +0,45  | Tobias Hedström |
| DNF2    | 25 lutego | 2019 | Val di Fassa | Gigant          | 1:57,96    | –      | River Radamus   |
| DNF2    | 26 lutego | 2019 | Val di Fassa | Slalom          | 1:46,52    | –      | Alex Vinatzer   |

### Puchar Świata

#### Miejsca w klasyfikacji generalnej
- sezon 2018/2019: 147.
- sezon 2019/2020: 27.
- sezon 2020/2021: 43.
- sezon 2021/2022: 9.
- sezon 2022/2023: 4.
- sezon 2024/2025: 6.

#### Miejsca na podium chronologicznie
| Nr  | Dzień           | Rok  | Miejscowość   | Konkurencja | Czas biegu | Lok. | Strata | Zwycięzca            |
| --- | --------------- | ---- | ------------- | ----------- | ---------- | ---- | ------ | -------------------- |
| 1.  | 18 października | 2020 | Sölden        | Gigant      | 2:14,41    | 1.   | –      | –                    |
| 2.  | 16 stycznia     | 2022 | Wengen        | Slalom      | 1:41,48    | 1.   | –      | –                    |
| 3.  | 22 stycznia     | 2022 | Kitzbühel     | Slalom      | 1:41,64    | 2.   | +0,38  | David Ryding         |
| 4.  | 12 marca        | 2022 | Kranjska Gora | Gigant      | 2:18,61    | 2.   | +0,33  | Henrik Kristoffersen |
| 5.  | 19 marca        | 2022 | Courchevel    | Gigant      | 2:10,89    | 2.   | +0,49  | Marco Odermatt       |
| 6.  | 11 grudnia      | 2022 | Val d’Isère   | Slalom      | 1:38,14    | 1.   | –      | –                    |
| 7.  | 18 grudnia      | 2022 | Alta Badia    | Gigant      | 2:36,35    | 1.   | –      | –                    |
| 8.  | 8 stycznia      | 2023 | Adelboden     | Slalom      | 1:49,31    | 1.   | –      | –                    |
| 9.  | 15 stycznia     | 2023 | Wengen        | Slalom      | 1:51,67    | 3.   | +0,49  | Henrik Kristoffersen |
| 10. | 22 stycznia     | 2023 | Kitzbühel     | Slalom      | 1:45,04    | 3.   | +0,41  | Daniel Yule          |
| 11. | 24 stycznia     | 2023 | Schladming    | Slalom      | 1:49,35    | 3.   | +0,38  | Clément Noël         |
| 12. | 19 marca        | 2023 | Soldeu        | Slalom      | 1:54,93    | 2.   | +0,06  | Ramon Zenhäusern     |
| 13. | 8 grudnia       | 2024 | Beaver Creek  | Gigant      | 2:27,60    | 2.   | +0,12  | Thomas Tumler        |
| 14. | 11 stycznia     | 2025 | Adelboden     | Slalom      | 1:51,53    | 2.   | +0,02  | Clément Noël         |
| 15. | 26 stycznia     | 2025 | Schladming    | Slalom      | 1:41,49    | 3.   | +0,19  | Clément Noël         |
| 16. | 1 marca         | 2025 | Kranjska Gora | Gigant      | 2:18,18    | 2.   | +0,41  | Henrik Kristoffersen |
| 17. | 16 marca        | 2025 | Hafjell       | Slalom      | 1:57,05    | 3.   | +0,47  | Loïc Meillard        |